# François Leizour
François Leizour, né le 4 juin 1914 à Plougrescant (Côtes-du-Nord) et mort le 7 octobre 1986 à Brest (Finistère), est un homme politique français.

## Biographie
Fils d'un instituteur socialiste et petit-fils d'un notable républicain, maire et conseiller général de Lézardrieux, François Leizour adhère aux jeunesses communistes en 1932, puis au PCF en 1936. Il appartient aussi à l’Union fédérale des étudiants.
Appelé sous les drapeaux fin 1936, il ne peut faire son service comme officier du fait de son engagement au sein du PCF. Arrêté en septembre 1938 pour activité politique au sein des armées, il est finalement libéré en octobre.
Bachelier, poursuivant des études de lettres, il est alors nommé comme maitre d'internat au lycée de Saint-Brieuc.
Mobilisé en 1939, il est fait prisonnier par les allemands en juin 1940 et passe toute la guerre comme prisonnier de guerre.
De retour en France en juin 1945, il est affecté comme professeur au collège de Guingamp à la rentrée scolaire.
Entre au comité fédéral du PCF en 1947, au bureau l'année suivante, puis au secrétariat en 1949, il est écarté de ses responsabilités au sein du parti en 1950 sur l'insistance d'Alain Signor qui voulait réduire la place des enseignants dans les structures fédérales. Il reviendra au comité fédéral cependant dès le milieu des années 1950.
Conseiller général du canton de Guingamp en 1951, conseiller municipal de cette ville à partir de 1953, il est battu aux cantonales de 1958, mais retrouve son siège en 1964.
Candidat communistes à toutes les élections législatives à partir de 1962, il est finalement élu député en 1978.
L'année précédente, il avait gagné la mairie de Guingamp à la tête d'une liste d'union de la gauche.
La poussée socialiste dans le département est fatale à la carrière électorale de François Leizour : en 1981, il est distancé au premier tour des législatives par le socialiste Maurice Briand, qui est finalement élu.
L'année suivante, lors des cantonales, il doit de même se désister en faveur d'Yvon Le Merrer (PS), avant de céder la mairie de Guingamp à Briand en 1983.

## Hommages
Une des écoles primaires de Guingamp porte le nom de François Leizour.